# Małków (powiat łęczyński)
Małków – wieś w Polsce położona w województwie lubelskim, w powiecie łęczyńskim, w gminie Cyców.
| SIMC    | Nazwa      | Rodzaj    |
| ------- | ---------- | --------- |
| 0102048 | Widły      | część wsi |
| 1021180 | Wielki Las | część wsi |
| 1021234 | Załoza     | część wsi |

Jest to niewielka wieś położona około 10 kilometrów od Cycowa. W Małkowie spotykają się granice trzech gmin: Cyców, Wierzbica i Urszulin oraz trzech powiatów: łęczyńskiego, chełmskiego i włodawskiego.
W latach 1975–1998 miejscowość należała administracyjnie do województwa chełmskiego.
Wieś stanowi sołectwo gminy Cyców. Według Narodowego Spisu Powszechnego z roku 2011 wieś liczyła 122 mieszkańców.

## Urodzeni w Małkowie
- Stanisław Grzesiuk (ur. 1918, zm. 1963) – polski pisarz, warszawski bard z Czerniakowa.